# Televisión Continental
Televisión Continental fue un canal de televisión abierta peruano, basado en Arequipa con cobertura en la región sur del país.

## Historia
La Compañía Peruana de Radiodifusión S.A., un conglomerado de emisoras radiales, lanzó en Arequipa Radio Continental el 11 de octubre de 1940, a cargo de los hermanos Antonio y Enrique Umbert, entonces accionistas de dicha empresa. Por esta emisora, pasaron importantes periodistas y locutores como Humberto Martínez Morosini, Zenaida Solís, Eduardo San Román, entre otros, que luego se mudarían a Lima.
Televisión Continental fue lanzado el 10 de noviembre de 1962, en el canal 6 VHF de Arequipa y se convirtió en el segundo canal de la ciudad, después del lanzamiento de Televisora Sur Peruana en el canal 2 (hoy Panamericana Televisión Arequipa). Además, se convierte en una estación afiliada de América Televisión y retransmite programación de ese canal, además realizar producciones propias.
La expansión al resto del sur peruano se inicia en 1965 con la instalación de estaciones repetidoras en Espinar (Cusco) y Toquepala (Tacna), hasta contar en 1993 con casi 30 repetidoras.
En 1979, Televisión Continental inició transmisiones a color. En 1989, un porcentaje del canal fue vendido al empresario Julio Vera Abad, conocido además por haber sido propietario de las televisoras limeñas ATV y Uranio 15.
Desde 1993, el canal entró en decadencia por razones diversas, como la venta del 42% de la Compañía Peruana de Radiodifusión S.A. al grupo mexicano Televisa. Por ende, Televisión Continental quedó desligado de América Televisión, aunque siguió retransmitiendo su programación hasta 1996, cuando esta adquiere una frecuencia propia para Arequipa en el canal 13. Además, la Universidad Nacional de San Agustín, la cual coproducía algunos espacios tanto en el canal 6 como en el canal 2, dejó de participar en estos canales debido a que fundó su propia productora (TV UNSA) en 1993 y en 1996 empezó a transmitir en el canal 45 UHF de Arequipa.
El canal empezó a atravesar problemas económicos. Su programación, a partir de 1996, consistía en montajes de canales de televisión por suscripción pirateados, señales en vivo de canales internacionales como C-SPAN, Deutsche Welle, Clara Visión, informerciales de Quality Products, algunos programas originales como Noticiero Continental, Deporte Total y espacios de productoras independientes. De las 30 repetidoras que poseía al nivel regional, tan solo quedaron tres en Arequipa, Punta de Bombón y Moquegua. 
En 2002, Radio y Televisión Continental se dividió en dos compañías:
- Radio Bicolor: En manos de la familia Umbert; controlaba Radio Continental 740 AM.
- Televisión Continental: La cual pasaría a manos del Grupo ATV con las licencias para televisión, ya que Julio Vera Abad adquirió parte de Continental en 1989.

El edificio el cual albergaba a la emisora, ubicado en la Av. Independencia, fue vendido a un conocido instituto para cancelar parte de sus grandes deudas. La licencia de Radio Continental 93.5 FM fue transferida a Corporación Universal de la familia Capuñay y desde 2017 es propiedad del Grupo RPP. Anteriormente, por dicha frecuencia se emite Radio Corazón y actualmente se emite Radio Oxígeno.

## Sucesos posteriores
El Ministerio de Transportes y Comunicaciones ordenó el cambio de frecuencia de canal 6 a canal 5, que hizo que Andina de Radiodifusión S.A.C. instalase un nuevo transmisor mediante el cual iniciaría sus transmisiones como repetidora.
La producción local así como la publicidad se limitó a tempranas horas de la mañana, desde el nuevo local de Radio Continental, un espacio ya más reducido ubicado en el Edificio de la Beneficencia Pública de Arequipa. Esta práctica se mantuvo hasta el año 2011, cuando el Grupo ATV adquiere el canal 9 (hoy ATV Sur), cesando la producción regional en el canal 5 y trasladando todo el centro de operaciones del Grupo ATV al local de Cayma.
Televisión Continental S.A.C. trasladó su domicilio fiscal a Lima, bajo dicha razón social se producen algunos programas del Grupo ATV.
Radio Continental continúa transmitiendo en Arequipa por los 740 AM, actualmente es propiedad del político, periodista y empresario arequipeño Marcio Soto Rivera.